# 托尔斯滕·乌尔曼
托尔斯滕·乌尔曼（瑞典語：Torsten Ullman，1908年7月27日—1993年5月11日），瑞典男子射击运动员。他曾代表瑞典参加1936年、1948年、1952年、1956年和1960年夏季奥林匹克运动会射击比赛，共获得一枚金牌和二枚铜牌。